# Station Braintree Freeport
Braintree Freeport is een spoorwegstation van National Rail in Braintree, Braintree in Engeland. Het station is eigendom van Network Rail en wordt beheerd door Greater Anglia. 